# FA Cup 1911/1912
Čtyřicátý první ročník FA Cupu (anglického poháru) se konal od 9. září 1911 do 20. dubna 1912. Celkem turnaj hrálo opět 64 klubů.
Trofej získal poprvé v klubové historii Barnsley FC, který ve finále porazil obhájce minulého ročníku West Bromwich Albion FC 0:0 a 1:0 v prodl..